# ジョン・コクラン (第4代ダンドナルド伯爵)
第4代ダンドナルド伯爵ジョン・コクラン（英語: John Cochrane, 4th Earl of Dundonald、1687年7月4日 – 1720年6月5日）は、スコットランド貴族。

## 生涯
第2代ダンドナルド伯爵ジョン・コクランとスーザン・ハミルトン（Susan Hamilton、1737年2月7日没、ハミルトン公爵ウィリアム・ハミルトンの娘）の次男として、1687年7月4日にペイズリーで生まれた。14歳のとき、グラスゴー大学に入学した。
1705年11月22日に兄ウィリアムが死去すると、ダンドナルド伯爵の爵位を継承したが、1708年6月17日のスコットランド貴族代表議員選挙では未成年だったため投票が無効とされた。その後、トーリー党の一員として1713年から1714年までスコットランド貴族代表議員を務めた。1715年から1719年まで第4乗馬衛兵隊隊長を務めた。
1720年6月5日に死去、息子ウィリアムが爵位を継承した。

## 家族
1706年5月4日、アン・マレー（Anne Murray、1687年10月31日 – 1710年11月30日、初代ダンモア伯爵チャールズ・マレーの次女）と結婚、1男3女を儲けた。
- アン（1707年2月22日 – 1724年8月14日） - 1723年2月14日、第5代ハミルトン公爵ジェームズ・ハミルトンと結婚、子供あり
- ウィリアム（1708年 – 1725年） - 第5代ダンドナルド伯爵。子供なし
- スーザン（1754年6月24日没） - 1725年7月25日、第6代ストラスモア＝キングホーン伯爵チャールズ・ライアン（1728年没）と結婚。1745年4月2日、ジョージ・フォーブス（George Forbes）と再婚、子供あり
- キャサリン（1786年3月15日没） - 1729年、第6代ギャロウェイ伯爵アレクサンダー・ステュアートと結婚、子供あり

1715年10月31日、メアリー・オズボーン（Mary Osborne、1688年8月14日 – 1722年2月4日、第2代リーズ公爵ペレグリン・オズボーンの娘）と再婚したが、2人の間に子供はいなかった。